# Sarinah
Sarinah est un grand magasin indonésien, situé Jalan M. H. Thamrin 11, dans le quartier de Menteng à Jakarta. Le magasin a été construit entre 1963 et 1967. Il a été inauguré en 1967 par le président Soekarno.
Sarinah est le premier grand magasin d'Indonésie. Haut de 74 mètres, avec quinze niveaux, c'est la première construction de grande hauteur d'Indonésie. Il est situé à proximité immédiate de l'ambassade de France en Indonésie.
Au sous-sol se trouve un supermarché, une aire de restauration, au rez-de-chaussée un café Starbucks, un restaurant McDonald's et un coiffeur. Le reste du niveau et les étages supérieurs sont occupés par le grand magasin Sarinah.
Sarinah était le nom de la nourrice de Soekarno. Soekarno voulait un centre commercial qui puisse satisfaire les besoins de la population avec des produits à bas prix mais néanmoins de qualité. Depuis le développement de la capitale, et l'apparition des gigantesques centre commerciaux sur l'avenue Thamrin (Grand Indonesia et Plaza Indonesia en particulier), Sarinah est devenu beaucoup moins fréquenté et est aujourd'hui principalement utilisé par les étudiants fortunés et les diplomates comme lieu de détente.